# Bjørn Kjos
Bjørn Kjos (né le 18 juillet 1946 à Ringerike) est un aviateur, avocat, écrivain et homme d'affaires norvégien. Il est le fondateur et le PDG de la Norwegian Air Shuttle, la deuxième plus grande compagnie aérienne de Norvège  et la troisième compagnie aérienne low-cost la plus importante d'Europe.

## Biographie
Kjos est né et a grandi à Sokna (Ringerike). En 1953, son père Ola a créé la compagnie aérienne Norsk Skogbruksfly et a acheté un avion Piper Cub. Bjørn a été entrainé pour l'Armée de l'air norvégienne pendant deux ans dans l'État du Mississippi et en Arizona aux États-Unis. Il a piloté des Lockheed F-104 Starfighter, avions de combat polyvalents, de 1969 à 1975. Le Système de Compagnies aériennes scandinave n'ayant pas besoin de nouveaux pilotes, Kjos commença à étudier le droit. De 1983 à 2002, il a travaillé en tant qu'avocat et fut aussi juge à la Moss District Court pendant une période. Depuis 1993, il a l'autorisation de travailler avec la Cour suprême de Norvège.

## Carrière
En 1986, Bjørn et son frère Tore ont fondé le Lu-gruppen qui exerçait dans le domaine de la sismologie en Mer du Nord pour le compte de l'industrie pétrolière. 
En 1993, après la faillite de la compagnie aérienne Busy Bee, Kjos et plusieurs salariés ont fondé la Norwegian Air Shuttle, compagnie qui a utilisé un tout nouvel avion, le Fokker F50, pour assurer les lignes régionales en Norvège Occidentale pour le compte de la société Braathens. Ces lignes étaient auparavant celles de Busy Bee. Kjos a présidé la société de 1993 à 1996. Il a aussi possédé une partie de la Lufttransport (en) dont il a été président jusqu'en 2005, année où elle a été revendue à la Lufttransport. 
En 2002, Kjos a transformé la Norwegian Air Shuttle en une compagnie aérienne à bas prix et loué huit Boeing 737-300. Avec le rachat en 2004 par SAS of Braathens, la Norwegian Air Shuttle est rapidement devenue la deuxième plus grande compagnie aérienne de Norvège. Après la reprise de la compagnie par Kjos en tant que président de la compagnie aérienne régionale en 2002, la Norwegian Air Shuttle est devenue la deuxième compagnie aérienne la plus importante en Scandinavie.
En juillet 2019, il démissionne de son poste de directeur général de la Norwegian Air. Il reste conseiller auprès du président. Geir Karlsen le remplace.

## Vie personnelle
Kjos est marié à Gerd et a trois enfants. Il aime marcher et naviguer, et possède un appartement aux Îles Lofoten ainsi qu'une cabane à Hardangervidda. En 2006, il débute dans l'écriture de romans avec le thriller d'espionnage l'Affaire de Mourmansk (en norvégien : Murmanskaffæren). Dans ses interventions publiques, on le décrit comme un homme extrêmement jovial.